# Sistema de Qualificacions de la Motion Picture Association of America

Logotip de la Motion Picture Association

El sistema de qualificacions de la Motion Picture Association (Associació Cinematogràfica en anglès, abreujat MPA) s'utilitza als Estats Units i els seus territoris per valorar la conveniència de les pel·lícules per a certes audiències basant-se en el seu contingut. Aquest sistema és un esquema voluntari que no s'aplica per llei; les pel·lícules poden ser exhibides sense tenir una valoració, però alguns cinemes no exhibeixen continguts no valorats o amb valoració NC-17. Els no-membres de MPA també poden lliurar pel·lícules perquè siguin valorades. Altres mitjans de comunicació, com programes televisius, música i videojocs, estan valorats per altres entitats com guies parentals de televisió, el RIAA i l'ESRB respectivament.
Introduït el 1968, seguint al codi Hays de l'era del cinema clàssic de Hollywood, el sistema de qualificació de la MPA és una de les diferents formes de classificació per edats que s'utilitzen per ajudar els pares a decidir quines pel·lícules són apropiades per als seus fills. Està administrat per la Classification & Ratings Adiministration (Administració de Qualificacions i Índexs en anglès, CARA), una divisió independent de la MPA.

## Índexs

### Qualificacions cinematogràfiques de la MPA
Els índexs segons la MPA són:
| Símbol de la qualificació | Significat |
| ------------------------- | --- |
| Símbol d'índex del G      | G – General Audiences Admès per a totes les edats. Res que pugui ofendre als pares si ho veuen els seus fills. |
| PG- Valorant símbol       | PG – Parental Guidance Suggested Alguns continguts poden no ser apropiats per a nens. Pot contenir algunes imatges que podrien no agradar als pares per als seus fills joves.                                        |
| PG-13 símbol d'índex      | PG-13 – Parents Strongly Cautioned Alguns materials poden ser inadequats per a nens de menys de 13 anys. Els pares han de ser cautelosos. Pot ser inadequat per preadolescents.                                      |
| R Símbol d'índex          | R – Restricted Persones de menys de 17 anys requereixen acompanyament d'un adult. Contenen alguns materials per a adults. Els pares han d'informar-se sobre la pel·lícula abans de portar els seus fills a veure-la. |
| NC-17 símbol d'índex      | NC-17 – Adults Only Ningú de menys de 17 anys. Només adults. No admès per a nens. |

El 2013, els índexs de la MPA (llavors MPAA) es van redissenyar, mostrant l'índex en la part esquerra d'una taula i el nom de l'índex damunt. La part més gran, a la dreta, proporciona una descripció més detallada del contingut de la pel·lícula i en la part de baix hi ha una explicació de la qualificació.

### Altres etiquetes
Si una pel·lícula no ha estat qualificada amb un índex o és una versió sense editar d'una pel·lícula ja qualificada, les etiquetes Not Rated  (NR) o Unrated (UR) s'utilitzen sovint. Les versions sense talls o esteses de pel·lícules que tenen la qualificació de "Unrated" també contenen avisos que adverteixen que aquesta versió de la pel·lícula conté imatges que difereixen de l'original i podrien no ser aptes per a menors.
Si una pel·lícula no ha estat qualificada encara, s'utilitza l'etiqueta The Film Is Not Rated Yet (Pel·lícula encara no classificada) s'utilitza en tràilers i anuncis de televisió.

## Classificacions de la MPA per tràilers cinematogràfics
La MPA també valora tràilers de pel·lícules, publicitat impresa, cartells, i altres mitjans de comunicació usats per promocionar una pel·lícula. Abans de l'inici d'un tràiler es mostra una targeta verda, groga, o vermella que indica la seva qualificació.
- Verd: quan el tràiler acompanya un altre llargmetratge qualificat, el missatge en la targeta de títol verd des de maig de 2013 declara: "La preestrena següent ha estat aprovada per acompanyar aquest llargmetratge." Per a tràilers d'internet, el missatge ha estat lleugerament alterat a "La preestrena següent ha estat aprovada per a audiències apropiades."[5]
- Groc: una targeta de títol groga existeix només per a tràilers d'internet, amb el missatge estipulant "La preestrena següent ha estat aprovada només per a usuaris amb edat apropiada". La MPA defineix "usuaris d'internet amb l'edat apropiada" a aquells que visiten pàgines d'internet principalment freqüentades per adults o accessibles només entre les 9.00 p.m. i 4.00 a.m. La targeta groga està reservada per a tràilers de pel·lícules qualificades amb PG-13 o més.[6] Tot i que és oficial, sembla que aquesta pràctica mai no ha estat generalitzada. No obstant això, ocasionalment es creen tràilers de bandes grogues, un exemple notable és el tràiler de Halloween (2007) de Rob Zombie.[6]
- Vermell: una targeta de títol vermella indica que el tràiler està restringit i quan acompanya un altre llargmetratge, el missatge declara "La següent preestrena restringida ha estat aprovada només per acompanyar aquest llargmetratge." Per a tràilers d'internet, el missatge canvia a "La següent preestrena restringida ha estat aprovada per a audiències apropiades."[5] La targeta de títol vermella està reservada per a tràilers qualificats amb R i NC-17. Aquests trailers poden incloure nuesa, blasfemia o qualsevol altre material que es consideri inadequat per als nens.[7] Els tràilers d'internet que porten una targeta de títol vermella requereixen que els espectadors verifiquin la seva edat, que implica que els usuaris de 17 anys o més facin coincidir els seus noms, aniversaris i codis postals amb els registres públics de l'arxiu.[6] No obstant això, molts canals de YouTube que existeixen per distribuir tràilers de pel·lícules i televisió sovint no tenen aquesta verificació, i publiquen aquests tràilers sense cap tipus de restricció, davant les crítiques dalguns grups com Common Sense Media.[8]

### Estrenes
L'MPA també crea etiquetes blaves per a l'ús de mitjans cinematogràfics i domèstics. Les estrenes cinematogràfiques mostren l'etiqueta blava després de la pel·lícula, i els mitjans de comunicació domèstics la mostren abans de la pel·lícula. Inclouen el bloc de classificació i qualsevol descriptor de contingut assignat per l'Administració de classificació i classificació, el logotip de l'MPA i enllaços als llocs web de l'MPA a la part inferior.

## Història

### Reemplaçament del Codi Hays
Jack Valenti, que s'havia convertit en president de la Motion Picture Association of America el maig de 1966, va considerar que el Codi de producció de pel·lícules, vigent des de 1930 i rigorosament aplicat des de 1934, estava desactualitzat i tenia "l'olor odiosa de la censura".
Els cineastes estaven pressionant els límits del Codi i alguns fins i tot van arribar a presentar demandes contra el Codi Hays invocant la Primera Esmena, i Valenti va citar exemples com Who's Afraid of Virginia Woolf, que contenia les expressions "screw" i "hump the hostess" (expressions vulgar referides a l'acte sexual); i Blow Up, a la qual se li va negar l'aprovació del Codi a causa de la nuesa, la qual cosa va resultar que l'estudi membre de la MPAA l'estrenés a través d'una subsidiària. Va revisar el Codi per incloure l'avís de "SMA" (Suggerit per a audiències madures) com a mesura provisional.
Per adaptar-se a "la força irresistible dels creadors decidits a fer 'les seves pel·lícules'", i per evitar la "possible intrusió del govern en la sorra de la pel·lícula", va desenvolupar una sèrie de classificacions d'assessoria que podrien aplicar-se després que es completés una pel·lícula. L'1 de novembre de 1968, va entrar en vigor el sistema voluntari de classificació de pel·lícules de la MPAA, amb tres organitzacions que actuaven com els seus grups de supervisió i guia: la MPAA, la National Association of Theatre Owners (Associació Nacional de Propietaris de Teatres) (OTAN) i la International Film Importers & Distributors of America (Importadors i Distribuïdors de Pel·lícules Internacionals d'Amèrica) (IFIDA). Només les pel·lícules que es van estrenar als EUA després d'aquesta data es van veure afectades per això.
Walter Reade va ser l'únic dels 75 principals expositors dels EUA que es va negar a usar les qualificacions. The Girl on a Motorcycle de Warner Bros. i Seven Arts va ser la primera pel·lícula a rebre la qualificació X i va ser distribuïda per la seva subsidiària, Claridge Pictures. Unes altres dues pel·lícules van ser qualificades amb X al moment en què la MPAA va publicar el seu primer butlletí setmanal amb les classificacions, Sense With a Stranger de Paramount i Birds in Peru d'Universal Pictures. Tots dos serien llançats per les subsidiàries.
Les qualificacions utilitzades des de 1968 fins a 1970 van ser:
G - Suggerit per a tots els públics.
M - Suggerit per a audiències madures -S'aconsella discreció dels pares.
R - Restringit -Menors de 16 anys no admesos, tret que estiguin acompanyats per un pare o tutor adult.
X - Menors de 16 anys no admesos.
Aquest sistema de classificació de contingut originalment tenia tres qualificacions, amb la intenció de permetre que els pares portessin als seus fills a qualsevol pel·lícula que triessin. No obstant això, la National Association of Theater Owners (Associació Nacional de Propietaris de Teatres) va instar a la creació d'una categoria només per a adults, tement de possibles problemes legals en les jurisdiccions locals. La qualificació "X" no era una marca registrada de MPAA i no rebria el segell de MPAA; qualsevol productor que no present una pel·lícula per a la classificació de la MPAA pot aplicar la qualificació de "X" (o qualsevol altre símbol o descripció que no sigui una marca registrada de la MPAA).

### M passant a ser GP, i després PG
El 1970, les classificacions "R" i "X" es van augmentar de 16 a 17 anys. A més, a causa de la confusió sobre si les pel·lícules classificades com a "M" eren adequades per als nens, "M" va ser rebatejada com a "GP" (Totes les edats, se suggereix presència d'un adult), i en 1971, la MPAA va agregar l'avís de contingut "Alguns materials no són generalment adequats pels preadolescents". L'11 de febrer de 1972, "GP" va ser revisat a "PG".
Les qualificacions utilitzades des de 1970 fins a 1972 van ser:
G - Totes les edats, públic en general.
GP - Totes les edats, se suggereix presència d'un adult De tat en tant, segons el contingut de la pel·lícula, un advertiment dirà el següent: Aquesta pel·lícula conté material que pot no ser adequat per preadolescents.
R - Restringit -Els menors de 17 anys requereixen estar acompanyats per un pare o tutor adult.
X - No s'admeten menors de 17 anys.
Les qualificacions utilitzades des de 1972 fins a 1984 van ser:
G - Totes les edats, públic en general.
PG - Guia paternal suggerida, alguns materials poden no ser adequats per preadolescents.
R - Restringit -Els menors de 17 anys requereixen estar acompanyats per un pare o tutor adult.
X - No s'admeten menors de 17 anys.

### Addició de la classificació PG-13
A principis de la dècada de 1980, les queixes sobre violència i gore en pel·lícules com Indiana Jones i el temple maleït i Gremlins, que van rebre qualificacions de PG, van tornar a centrar l'atenció en pel·lícules vistes per nens petits i preadolescents.
Segons l'autora Filipa Antunes, això va revelar l'enigma d'una pel·lícula que "no es podia recomanar per a tots els nens, però tampoc es podia repudiar per a tots els nens de manera uniforme", la qual cosa va portar a especular l'abast del sistema de qualificació, en particular la seva classificació de PG, ja no coincidia amb una noció de la infància en la què la majoria dels pares estatunidencs poguessin estar d'acord. Steven Spielberg, director d'Indiana Jones i el temple maleït i productor executiu de Gremlins, va suggerir una nova qualificació intermèdia entre "PG" i "R".
La classificació "PG-13" es va introduir l'1 de juliol de 1984 amb l'avís "S'adverteix als pares que han de prendre precaucions especials per brindar orientació especial per a l'assistència de nens menors de 13 anys: alguns materials poden ser inadequats per a nens petits". La primera pel·lícula que es va estrenar amb aquesta qualificació va ser la pel·lícula de guerra de John Milius en 1984, Aurora roja. El 1985, la redacció es va simplificar a "Guia paternal estricta - Alguns materials poden ser inadequats per a nens menors de 13 anys".
Gairebé al mateix temps, la MPAA va guanyar una demanda per infracció de marca registrada contra els productors i distribuïdors d'I Spit on Your Grave per una aplicació fraudulenta de la seva qualificació R a la versió sense talls de la pel·lícula, i va obligar els seus estudis membres i diversos altres distribuïdors de vídeos domèstics per col·locar les classificacions de la MPAA en l'empaquetatge de les pel·lícules classificades de la MPAA a través d'un acord que entraria en vigència a la tardor d'aquest any.
Les qualificacions utilitzades des de 1984 fins a 1990 van ser:
G - Totes les edats, públic en general.
PG - Guia paternal suggerida, alguns materials poden no ser adequats per a nens.
PG-13 - Guia paternal estricta, alguns materials poden ser inadequats per a nens menors de 13 anys.
R - Restringit -Els menors de 17 anys requereixen estar acompanyats per un pare o tutor adult.
X - No s'admeten menors de 17 anys.

### La llei de Tennessee
En 1989, la llei estatal de Tennessee va establir l'edat mínima per veure una pel·lícula amb classificació R exhibida en una sala de cinema sense acompanyament d'un adult en 18 anys, en lloc de 17, i va classificar l'admissió de menors a les pel·lícules amb qualificació X com a delicte menor. L'estatut es va mantenir en vigor fins a 2013, quan es va dictaminar que violava la Primera Esmena. La llei va ser modificada en 2013 per prohibir-la únicament als menors de 18 anys si la pel·lícula es considerava "perjudicial per a menors".

### X reemplaçat per NC-17
En els primers anys del sistema de classificació, les pel·lícules classificades amb "X" com Cowboy de mitjanit (1969) i La taronja mecànica (1971) es van considerar inadequades per als nens, però no pornogràfiques i destinades al públic adult. No obstant això, les pel·lícules pornogràfiques sovint es van autoqualificar com "X" sense marca registrada, i aviat es va convertir en sinònim de pornografia en la cultura nord-americana. A la fi de 1989 i principis de 1990, es van llançar dues pel·lícules d'art aclamades per la crítica amb un fort contingut per a adults, Henry: retrat d'un assassí en sèrie i El cuiner, el lladre, la seva dona i el seu amant. Cap de les dues pel·lícules va ser aprovada per a una classificació de la MPAA, la qual cosa limita la seva distribució comercial i genera crítiques sobre la falta de designació d'aquestes pel·lícules en el sistema de classificació.
El setembre de 1990, la MPAA va introduir la qualificació "NC-17" ("No s'admeten nens menors de 17 anys"). Henry and June, a la que anteriorment se li havia assignat una qualificació de "X", va ser la primera pel·lícula a rebre la qualificació de "NC-17" enlloc seu. Encara que les pel·lícules amb una classificació "NC-17" tenien més oportunitats de distribució majoritària que les pel·lícules classificades com a "X", molts cinemes es van negar a exhibir-les, la majoria dels mitjans d'entreteniment no acceptaven publicitat per a elles, i molts grans centres de vídeo es van negar a vendre-les.
Les qualificacions utilitzades des de 1990 fins a 1996 van ser:
G - Totes les edats, públic en general.
PG - Guia paternal suggerida, alguns materials poden no ser adequats per a nens.
PG-13 - Guia paternal estricta, alguns materials poden ser inadequats per a nens menors de 13 anys.
R - Restringit -Els menors de 17 anys requereixen estar acompanyats per un pare o tutor adult.
NC-17 - No s'admeten nens menors de 17 anys.
El 1996, l'edat mínima per a les pel·lícules "NC-17" es va elevar a 18, en reescriure-la com "Ningú de 17 anys o menys admès". Les qualificacions utilitzades des de 1996 fins a l'actualitat són:
G - Totes les edats, públic en general.
PG - Guia paternal suggerida, alguns materials poden no ser adequats per a nens.
PG-13 - Guia paternal estricta, alguns materials poden ser inadequats per a nens menors de 13 anys.
R - Restringit -Els menors de 17 anys requereixen estar acompanyats per un pare o tutor adult.
NC-17 - Ningú de 17 anys o menys admès.
Des de setembre de 1990, la MPAA ha inclòs breus explicacions de per què cada pel·lícula va rebre una qualificació de "R", permetent als pares saber què tipus de contingut contenia la pel·lícula. Per exemple, les explicacions d'algunes pel·lícules poden llegir-se "Classificació R per contingut violent fort, material pertorbador, contingut sexual, nuesa, consum de drogues i llenguatge penetrant".
En el 2000, la MPAA va començar a aplicar explicacions de qualificació per a les pel·lícules "PG", "PG-13" i "NC-17" també.

## Components per determinar els índexs

### Violència
Les representacions de violència estan permeses en totes les classificacions, però han de ser moderades per les més baixes. La violència ha de reduir-se al mínim en les pel·lícules qualificades G i no ha de ser intensa en les pel·lícules qualificades PG. Les representacions de violència intensa estan permeses sota la qualificació PG-13, però la violència realista i extrema o persistent al llarg de la pel·lícula generalment requerirà almenys una qualificació R.

### Llenguatge
Les converses amb llenguatge que va més enllà de "conversa educada" estan permeses en les pel·lícules qualificades G. Les paraulotes poden estar presents en les pel·lícules amb classificació PG, i l'ús de paraules "derivades del sexe" més dures requeriran, almenys, d'una qualificació PG-13. Les ocurrències múltiples generalment requereixen una qualificació R, i el mateix passa amb les expressions de contingut sexual. Coneguda com la "regla del llenguatge automàtic", la regla s'ha aplicat de manera diferent segons el tema de la pel·lícula. Per exemple, Tots els homes del president (All the President's Men) (1976) va rebre una qualificació de PG després d'apel·lar una R, malgrat els múltiples casos de llenguatge fort, probablement per la seva temàtica històrica. La regla de llenguatge automàtica és sens dubte la norma que es pot apel·lar amb més èxit. La junta de qualificació pot atorgar una qualificació PG-13 aprovada per una majoria de dos terços si creuen que aquest ús està justificat pel context o per la forma en què s'usen les paraules.
De vegades s'afirma que les pel·lícules classificades com a PG-13 només poden utilitzar l'exclamació fuck (fotre) una vegada per evitar una classificació de pel·lícules R pel llenguatge. Hi ha diversos casos excepcionals en els quals les pel·lícules qualificades com PG-13 contenen múltiples aparicions de la paraula fotre: Adventures in Babysitting, on la paraula s'usa dues vegades en la mateixa escena; Antwone Fisher on hi apareix tres vegades; The Hip-hop Project, on apareix disset vegades; i Gunner Palace, un documental de soldats en la Segona Guerra del Golf, que té 42 aparicions de la paraula, dos vegades usada sexualment. Tant a Bully, un documental de 2011 sobre el bullying com a Philomena -on apareix dues vegades la paraula- llançada en 2013, originalment se'ls va atorgar una qualificació R sobre la base del llenguatge, però les qualificacions es van reduir a PG-13 després d'apel·lacions reeixides. El discurs del rei, tanmateix, va rebre una qualificació R per a una escena utilitzant la paraula fotre diverses vegades en un context de teràpia de la parla; la MPAA es va negar a recertificar la pel·lícula en apel·lació, malgrat que la British Board of Film Classification va reduir la qualificació britànica d'una qualificació de 15 a un 12A sobre la base que els usos de l'improperi no anaven dirigits a ningú.

### Abusos de substàncies
El contingut de l'ús de drogues està restringit a PG-13 i superior. Un exemple de pel·lícula que hauria estat classificada com PG, però que ho està com PG-13 per referència a l'ús de drogues (momentània, acompanyada de llenguatge) és Whale Rider. La pel·lícula només contenia blasfèmies lleus, però va ser classificada com PG-13 a causa d'una escena on el consum de drogues era breument visible. El crític Roger Ebert va criticar a la MPAA per la qualificació i ho va qualificar de "reacció molt exagerada".
El maig del 2001, la MPAA va anunciar que les aparicions de l'acte de fumar cigarrets es considerarien per qualificar la pel·lícula. Els defensors antitabac van afirmar que la classificació de PG per a nens era inadequada per a la pel·lícula Rango de Nickelodeon de 2011, que incloïa més de 60 representacions de personatges que fumaven.

### Nuesa
La nuesa està restringida a les qualificacions PG i superiors. En el cas que es mostri més que una breu nuesa, es requerirà almenys una qualificació PG-13. La nuesa que té un component sexual, generalment requerirà una qualificació R. La MPAA qualifica les pel·lícules per contingut de nuesa des del 2006. El 2010, va especificar la «nuesa masculina» de tres pel·lícules a causa de la pressió de pares i mares en resposta al film Brüno. L'any 2018, la presidenta de qualificacions de la MPAA, na Joan Graves, va aclarir la posició de l'associació afirmant que «normalment no definim [la nuesa] com a masculina o femenina… normalment només mencionam la nuesa parcial, [o] la nuesa gràfica».

### Contingut sexual
La MPAA no té cap criteri per presentar contingut sexual explicit a part d'excloure escenes de sexe en pel·lícules qualificades com a G.